# Мухаммадиброхимов, Илхом Адылжанович
Илхом Адылжанович Мухаммадиброхимов (узб. Ilhom Muhammadibrohimov,; 29 мая 1982) — узбекский кинорежиссёр

, сценарист, продюсер.

## Фильмография

### Режиссёр
- 2014 — «Зумраша» (детский кино журнал, Узбекистан)
- 2015 — «Садокат» (фильм, Узбекистан)
- 2016 — «Кизларнинг жахли чикди» (фильм, Узбекистан)
- 2018 — «Парвоз» (фильм, Узбекистан) [1]
- 2019 — «Тухмат гиодоби» (сериал, Узбекистан) [2]
- 2020 — «Дадаси ва ойиси» (сериал, Узбекистан)
- 2021 — «Мактаб ҳаётим» (фильм, Узбекистан) [3]
- 2021 — «Мен онаман!» (сериал, Узбекистан)
- 2023 — «Пулинг бўлса...» (фильм, Узбекистан) [4]
- 2022 — «Мукимий- сузки, хак булса...!» (док.фильм, Узбекистан)
- 2022 — «Умар Камолиддин» (док.фильм, Узбекистан)
- 2024 — «Кари киз» (фильм, Узбекистан) [5]
- 2025 — «Адолат» (фильм, сериал, Узбекистан) [6]
- 2025 — «Бойлар хам йиглайди» (сериал, Узбекистан)

## Награды и премии
(неполный список)
- За фильм «Умар Камолиддин»
  - "Олтин хумо - 2023" - «Лучший документальный фильм» [7]